# The Sound of Bleeding Gums
«The Sound of Bleeding Gums» (titulado «El sonido de Encías Sangrante» en Hispanoamérica y «El sonido de Bleeding Gums» en España) es el decimoséptimo episodio de la trigésimatercera temporada de la serie de televisión de animación estadounidense Los Simpson, y el 723 en total. Se emitió en Estados Unidos en Fox el 10 de abril de 2022. El episodio fue dirigido por Chris Clements y escrito por Loni Steele Sosthand.
En este episodio, Lisa se entera de que Bleeding Gums Murphy tiene un hijo e intenta luchar por él cuando se entera de que no recibe derechos de autor por la música de Murphy. John Autry II y Kathy Buckley actuaron como estrellas invitadas. El episodio recibió críticas positivas.

## Trama
Lisa ve un anuncio de la Lotería de Springfield y se da cuenta de que el jingle utiliza una canción de Bleeding Gums Murphy con letra nueva. Lisa argumenta que a Murphy no le gustaban los juegos de azar, pero todos los habitantes del pueblo juegan a la lotería y cantan el jingle. Va al club de jazz local pensando que los músicos de allí se enfadarían, pero están resignados al hecho de que la gente siempre robará música negra. Aunque Homer intenta disuadirla de que luche contra la lotería, ella va a las noticias para debatir qué querría Murphy, y se entera de que Murphy tuvo un hijo.
Lisa se entristece al darse cuenta de que no lo sabe todo sobre Encías Sangrantes Murphy. Para saber más sobre Murphy, Lisa visita al hijo de Murphy, Monk, y descubre que nació sordo. Aunque Murphy quería un implante coclear para su hijo, no podía permitírselo. Monk sigue queriendo el implante, pero no puede permitírselo. Cuando se da cuenta de que Monk no recibe dinero por la licencia de la música de Murphy para la lotería, planea encontrar una forma de compensarle a pesar de sus protestas. Lleva a Monk al club de jazz para conocer a los amigos de Murphy y averiguar quién posee los derechos de la música de Murphy. Encuentran uno de los discos de Murphy y ven el nombre de su editor.
Lisa localiza al editor musical de Murphy y se entera de que éste vendió los derechos a su editor, que a su vez los vendió a un consorcio. Ella quiere seguir luchando, pero Monk no está interesado. Lisa le dice a Homer que tiene razón, pero Marge está preocupada por ella. Lisa se da cuenta de que no puede ganar sólo con su idealismo. Se disculpa con Monk y le dice que estaba intentando salvar a Monk como Murphy la salvó a ella, pero Monk no necesitaba ser salvado. Él acepta sus disculpas y le dice a Lisa que se va a poner el implante coclear con el dinero que ganó jugando a la lotería. Dos meses después, Lisa pone la canción de Murphy para su hijo como lo primero que oye Monk.

## Producción
El argumento del episodio se inspira en la vida de su guionista, Loni Steele Sosthand, cuyo hermano, Eli, es discapacitado auditivo. Sosthand creció con un padre que introdujo el jazz en la familia y se planteó una situación en la que Lisa descubre que Encías Sangrantes Murphy tiene un hijo sordo. También se utilizó el lenguaje de signos americano en el episodio, y los productores recurrieron a dos consultores de ASL para asegurarse de que éste fuera lo más exacto posible, a pesar de la limitación que supone que los personajes de Los Simpson sólo tengan cuatro dedos en cada mano. Otros papeles fueron interpretados por otros tres actores sordos -Ian Mayorga, Kaylee Arellano y Hazel López- de No Limits, una organización sin ánimo de lucro dedicada a los niños sordos.
Este episodio marcó la primera vez que un actor sordo fue elegido en Los Simpson: John Autry II como Monk. Sosthand recomendó el casting de Autry como Monk a los productores ejecutivos James L. Brooks y Al Jean. Autry ya había participado en un piloto de televisión que Sosthand había desarrollado basándose en su vida y en la de su hermano. El hermano de Sosthand, Eli, y la cómica sorda Kathy Buckley también pusieron voz a los personajes del episodio.

## Recepción

### Audiencia
El episodio fue el programa más visto de la noche en Fox, con un 0,3 en la franja demográfica y 0,95 millones de espectadores.

### Respuesta de la crítica
Tony Sokol de Den of Geek concedió al episodio 3,5 de 5 estrellas y afirmó: «"The Sound of Bleeding Gums" es dulce, pero no provoca caries. Homer nunca está más orgulloso de Lisa que cuando está a punto de dejarlo, y más aún de Bart, que ni siquiera lo ha intentado. Siempre queda una dudosa esperanza. La última temporada de Los Simpson ha visto mucho desarrollo de personajes esparcido generosamente por Springfield, en gran parte lateral».
Bubbleblabber otorgó al episodio una puntuación de 8,5/10 y afirmó: «En general, "The Sound of Bleeding Gums" vuelve a hacer historia en las 33 temporadas de la serie. Su representación de la comunidad sorda y un sólido argumento centrado en Lisa lo convierten en un digno momento histórico para Los Simpson. Su humor también inyectó algo de diversión al episodio, sobre todo con Bart molestando a Lisa y el flashback en el que Lisa y Murphy interpretan «Driving Miss Daisy». Con «CODA» ganando el premio a la mejor película y el episodio de esta semana, es seguro decir que la comunidad sorda tiene un futuro brillante en la industria de los medios, especialmente en la animación».

### Premios y nominaciones
La guionista Loni Steele Sosthand fue nominada al premio Writers Guild of America de Televisión: Animación en la 75ª edición de los Writers Guild of America Awards por este episodio.